# Manuel Soler Carrillo
Manuel Soler Carrillo (Orihuela, Comunidad Valenciana, 30 de noviembre de 1942) es un torero español conocido como Manolo Carrillo en los carteles taurinos.

## Biografía
Nació en Orihuela (Alicante) en 1942 y se trasladó junto con sus padres a la capital alicantina en 1944. Estudió educación general básica en colegio público y desde muy joven se puso a ayudar a su padre en la carnicería que instaló en la ciudad. Vivía cerca de la plaza de toros y se aficionó viendo torear a los novilleros de la época, para poder entrar a la plaza se las gestionó como vendedor de almohadillas. Fue un torero autodidacta, aprendió viendo torear de salón a los toreros de Alicante en el Monte Benacantil que se encontraba próximo a su casa. Cuando debutó como becerrista tan solo había toreado un becerro en la plaza que tenía Paquito Espla en el barrio Los Ángeles de la capital. Con solo siete novilladas sin caballos, lo precipitaron a debutar con caballos, lo cual supuso, en un principio, un choque tremendo en su carrera taurina que le costó remontar.

## Vida privada
Hombre emprendedor, trabajador y honesto. Cuando se retiró monto varios negocios de hostelería, con la intención de ayudarles apodero a Ramón Escudero, José Segura “El Jero” y Francisco José Palazón  al cual continúa apoderando.
Fue apoderado por José Maguilla “El Gallo” junto con Gonzalito (el fiel mozo de espadas de Curro Romero) durante toda su época de novillero hasta que tomo la alternativa. La temporada del 2005 se hizo cargo de su carrera el francés Lionel Buison. A partir de marzo del 2006 se hizo cargo de su apoderamiento el alicantino Manuel Carrillo hasta el día de hoy.